# Łukasz Juszkiewicz
Łukasz Juszkiewicz (ur. 9 marca 1983 w Sulechowie) – polski piłkarz występujący na pozycji defensywnego pomocnika.

## Życiorys
Juszkiewicz jest wychowankiem LSPM Zielona Góra. W latach 2001–2003 występował w drużynie Lech/Zryw Zielona Góra.
Rundę wiosenną sezonu 2003/2004 rozpoczął w zespole Górnika Zabrze. W Ekstraklasie zadebiutował 10 kwietnia 2004 roku w meczu z Amicą Wronki, przegranym przez drużynę z Zabrza 0:2 (pojawił się na boisku w 46 minucie). W premierowej rundzie na boiskach najwyższej klasy rozgrywkowej Juszkiewicz zagrał w 9 spotkaniach i zajął z klubem 7. miejsce w tabeli końcowej. Przez kolejne 2,5 roku zaliczył jeszcze 57 meczów ligowych w barwach Górnika.
22 listopada 2006 r. podpisał kontrakt z Widzewem Łódź. W jego barwach zadebiutował 24 lutego 2007 r. w meczu Pucharu Ekstraklasy z Koroną Kielce, przegranym przez zespół z Łodzi 0:4, natomiast w lidze pierwszy mecz zagrał 3 marca 2007 r. w zremisowanym 0:0 pojedynku z Groclinem Grodzisk.
W pierwszej rundzie występów w Widzewie zagrał w jego barwach 12 spotkań ligowych i zajął z nim 12. miejsce w tabeli. W sezonie 2007/2008 spadł z nim do II ligi. W kolejnym sezonie zagrał w 18 meczach ligowych i awansował z klubem do Ekstraklasy po zajęciu 1. miejsca w I lidze, jednak z powodu decyzji PZPN w związku z aferą korupcyjną Widzew musiał pozostać na kolejny rok w I lidze.
1 lutego przeszedł na zasadzie wolnego transferu do Wisły Płock. W jej barwach zadebiutował 6 marca w meczu z Górnikiem Łęczna (3:1). Wisła zajęła w tabeli I ligi 15. miejsce i spadła do niższej klasy rozgrywkowej.
W najwyższej klasie rozgrywkowej w Polsce, Juszkiewicz rozegrał 101 spotkań (66 w Górniku i 35 w Widzewie).

## Kariera piłkarska
| Sezon        | Klub                   | Mecze | Gole |
| ------------ | ---------------------- | ----- | ---- |
| 2000–2001(w) | Zryw Zielona Góra      | -     | -    |
| 2001–2002    | Lech/Zryw Zielona Góra | -     | -    |
| 2002–2003    | Lech/Zryw Zielona Góra | -     | -    |
| 2003–2004(j) | Lech Zielona Góra      | -     | -    |
| 2003–2004(w) | Górnik Zabrze          | 9     | 0    |
| 2004–2005    | Górnik Zabrze          | 20    | 0    |
| 2005–2006    | Górnik Zabrze          | 24    | 0    |
| 2006–2007(j) | Górnik Zabrze          | 13    | 0    |
| 2006–2007(w) | Widzew Łódź            | 12    | 0    |
| 2007–2008    | Widzew Łódź            | 23    | 0    |
| 2008–2009    | Widzew Łódź            | 18    | 0    |
| 2009–2010(j) | Widzew Łódź            | 9     | 0    |
| 2009–2010(w) | Wisła Płock            | 12    | 0    |
| 2010–2011    | Zawisza Bydgoszcz      | 18    | 0    |